# Popayán
Popayán este capitala departamentului Cauca, din Columbia. Orașul se află amplasat la altitudinea de 1.737 m deasupra n.m. în Anzii Cordilieri, în apropiere de ecuator în sud-vestul Columbiei. La recensământul din 2005 orașul avea 219.532 loc. Popayán a fost întemeiat în anul 1537.

## Personalități marcante
- Michelle Rouillard, manechin, Miss Columbia (2008)

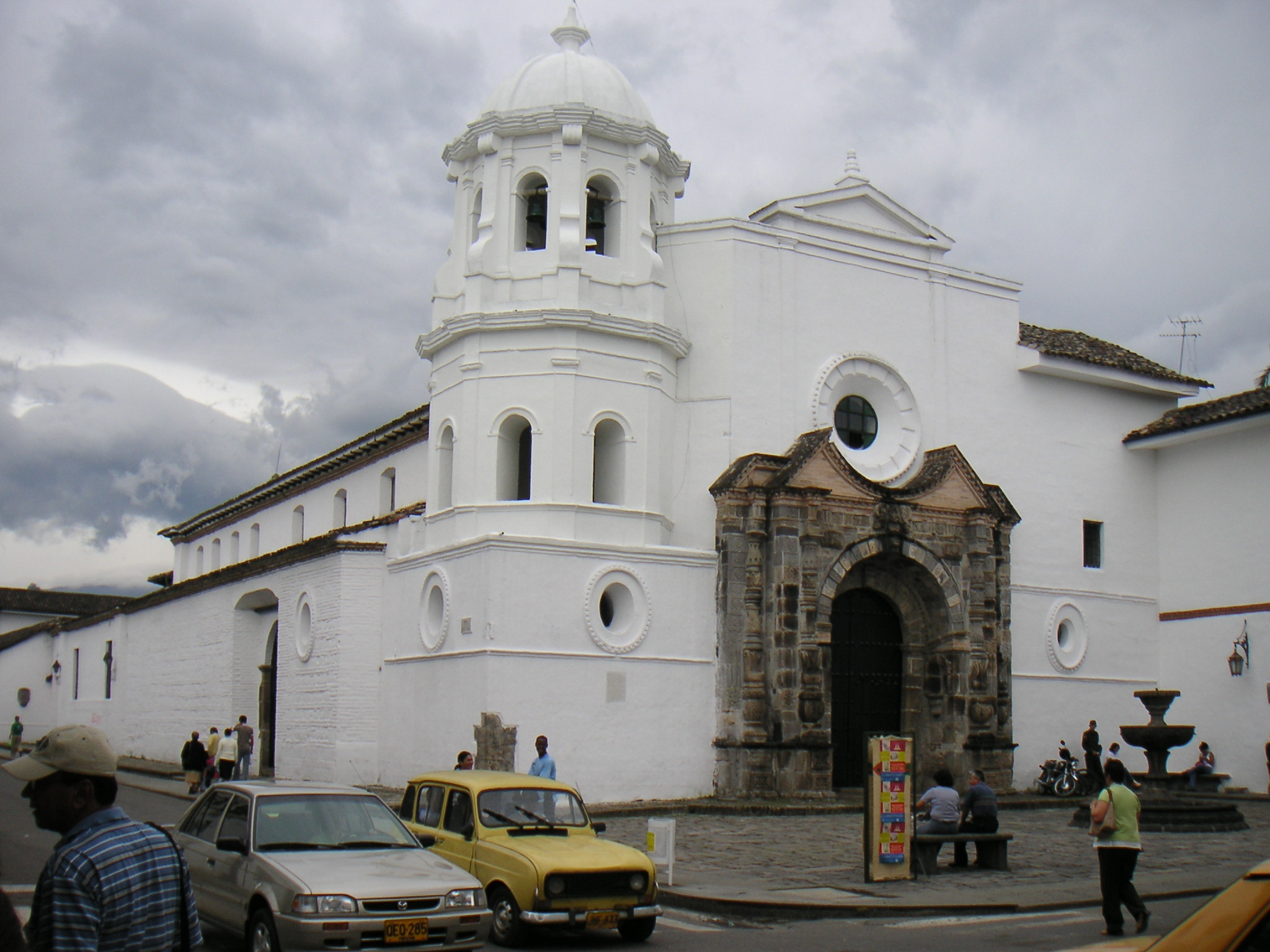
Popayán

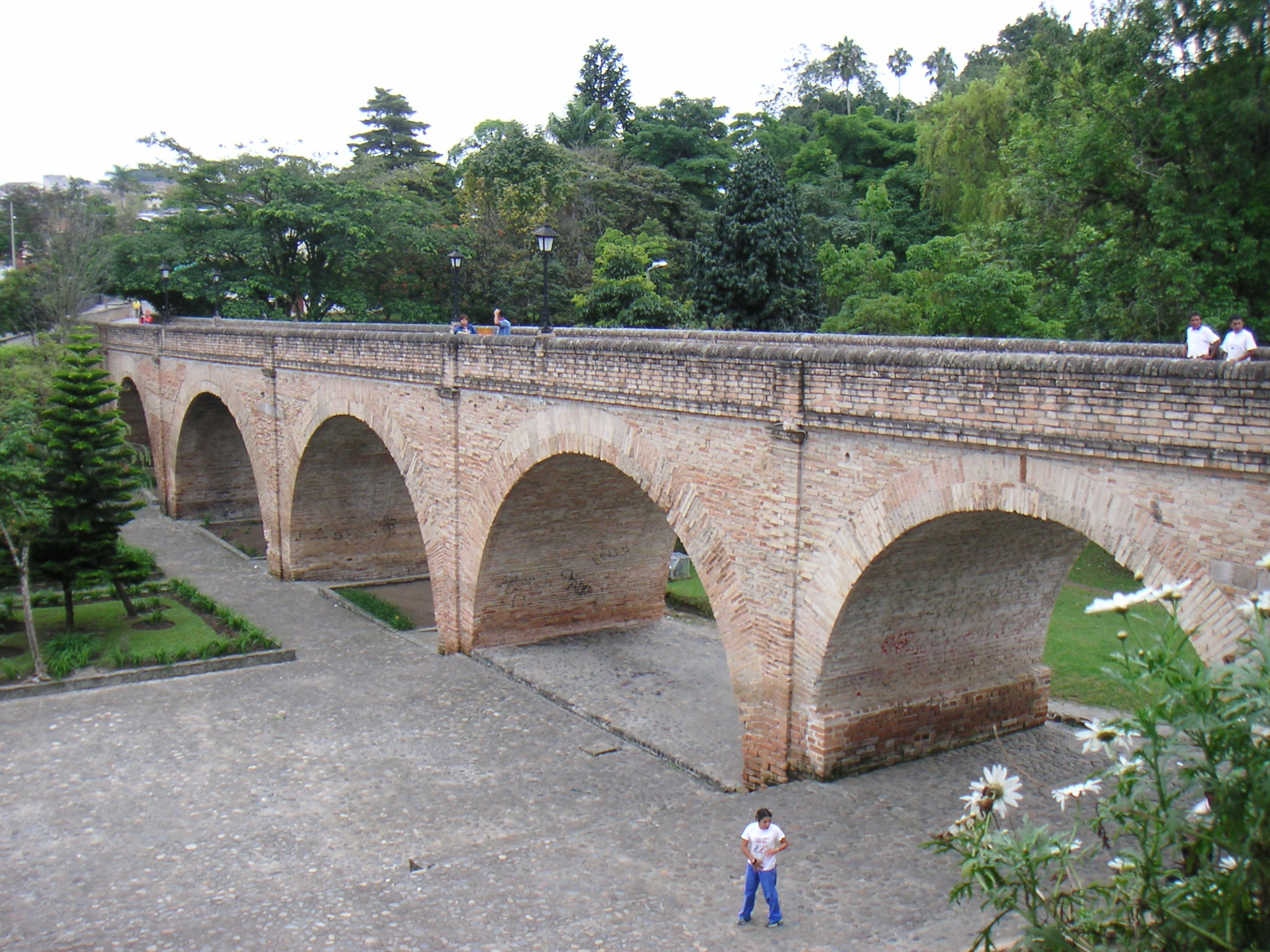
Popayán